# Laß, Fürstin, laß noch einen Strahl, BWV 198
Laß, Fürstin, laß noch einen Strahl (em português: Vamos, princesa, vamos) é uma cantata secular de Johann Sebastian Bach. Na Bach-Werke-Verzeichnis recebe a designação BWV 198.
A cantata foi composta sob encomenda da Universidade de Leipzig como uma ode fúnebre para a princesa Cristiana Everadina de Brandemburgo-Bayreuth, esposa de Augusto II, o Forte.
Teve sua primeira apresentação em 17 de outubro de 1727 na Universitätskirche (Igreja da Universidade de Leipzig). O texto é de autoria de Johann Christoph Gottsched, professor de Filosofia e poeta.
Dividida em 11 movimentos, os primeiros sete antecedem a prece fúnebre. Escrita em estilo italiano com recitativos e árias para quatro solistas, coro a quatro partes, duas flautas, dois oboé d'amores, dois violinos, viola, viola da gamba, e baixo contínuo. Bach dirigiu a cantata a partir do cravo.
Mais tarde Bach emprestou a música da Laß, Fürstin, laß noch einen Strahl para a sua Paixão segundo São Marcos e para outra ode fúnebre escrita em 1729.

## Gravações
- J.S. Bach: Das Kantatenwerk - Sacred Cantatas Vol. 10, Knabenchor Hannover (Chorus Master: Heinz Hennig) & Collegium Vocale Gent (Chorus Master: Philippe Herreweghe), Leonhardt Consort, Boy soprano Jan Patrick O'Farrell, René Jacobs,  John Elwes, Harry van der Kamp, conductor Gustav Leonhardt, Teldec 1989
- J.S. Bach: Complete Cantatas Vol. 4, Amsterdam Baroque Orchestra & Choir, Caroline Stam, Elisabeth von Magnus, Paul Agnew, Klaus Mertens, conductor Ton Koopman, Antoine Marchand